# Гаральд фон Услар-Гляйхен
Барон Карл Альфред Гаральд фон Услар-Гляйхен (нім. Karl Alfred Harald Freiherr von Uslar-Gleichen; 7 серпня 1905 — 19 липня 2000) — німецький офіцер, оберст Генштабу вермахту, бригадний генерал бундесверу. Кавалер Німецького хреста в сріблі та в золоті.

## Біографія
Представник знатного нижньосаксонського роду спадкових військовиків. В кінці Другої світової війни служив в Генштабі групи армій «Захід». Після війни вступив в бундесвер і був призначений командиром навчальної групи Училища внутрішнього керівництва бундесверу. З 1959 року — командир 2-го офіцерського училища сухопутних військ. В 1963 році вийшов на пенсію, працював в Інституті міжнародної політики та економіки в Гамбурзі.

## Нагороди
- Залізний хрест 2-го і 1-го класу
- Хрест Воєнних заслуг 2-го і 1-го класу з мечами
- Німецький хрест
  - в сріблі (1945)
  - в золоті (30 квітня 1945)